# Čestný odznak Za zásluhy o Rakouskou republiku
Čestný odznak Za zásluhy o Rakouskou republiku (německy Ehrenzeichen für Verdienste um die Republik Österreich) je všeobecný záslužný řád Rakouské republiky, založený roku 1952.

## Popis
Řád je udělován cizincům i Rakušanům, přičemž příjemce navrhuje vláda a je udělován rakouským prezidentem. Prezident okamžikem zvolení obdrží velkohvězdu tohoto řádu. Řád má 12 tříd a tři připojené medaile.
1. Velkohvězda (Groß-Stern).[1]
2. Velká čestná dekorace ve zlatě na stuze (Großes Goldenes Ehrenzeichen am Bande).[1]
3. Velká čestná dekorace ve stříbře na stuze (Großes Silbernes Ehrenzeichen am Bande).[1]
4. Velká čestná dekorace ve zlatě s hvězdou (Großes Goldenes Ehrenzeichen mit Stern).[1]
5. Velká čestná dekorace ve stříbře s hvězdou (Großes Silbernes Ehrenzeichen mit Stern).[1]
6. Velká čestná dekorace ve zlatě (Grosses Goldenes Ehrenzeichen).[1]
7. Velká čestná dekorace ve stříbře (Grosses Silbernes Ehrenzeichen).[1]
8. Velká čestná dekorace (Großes Ehrenzeichen).[1]
9. Čestná dekorace ve zlatě (Goldenes Ehrenzeichen).[2]
10. Čestná dekorace ve stříbře (Silbernes Ehrenzeichen).[2]
11. Záslužná dekorace ve zlatě (Goldenes Verdienstzeichen).[2]
12. Záslužná dekorace ve stříbře (Silbernes Verdienstzeichen).[2]
13. Zlatá medaile (Goldene Medaille).[2]
14. Stříbrná medaile (Silberne Medaille).[2]
15. Bronzová medaile (Bronzene Medaille).[2]

Zlatá medaile může být udělena s červenou stuhou, za záchranu života. Bronzová medaile se již neuděluje.

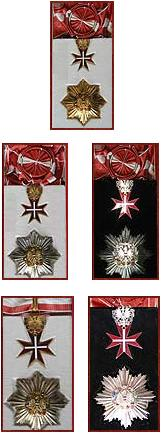
Pět nejvyšších tříd, všechny s hvězdou
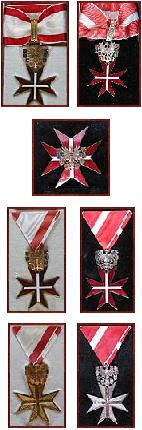
Sedm nižších tříd
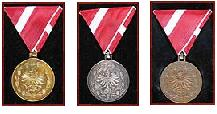
Tři medaile

## Ocenění
Vyznamenáni například byli Dmitrij Šostakovič (Velká čestná dekorace ve stříbře), Simon Wiesenthal, Friedrich August von Hayek, Václav Klaus a Wolfgang Steinhardt.